# Trichophoropsis bicolor
Trichophoropsis bicolor là một loài ruồi trong họ Tachinidae.